# Tessy Scholtes
Tessy Scholtes (Ciutat de Luxemburg, 1 de juny de 1981) és una karateca i política luxemburguesa. El 2002, es va posicionar com a subcampiona en els campionats del món de la categoria de kumite + 60 kg. Va guanyar el títol d'esportista luxemburguesa de l'any. El 7 de desembre de 2009 va anunciar la seva retirada per raons personals.
És membre del Partit Popular Social Cristià (CSV). En les eleccions de 2009 va ingressar a la Cambra de diputats, per la circumscripció del Centre. Va acabar desena tercera en la llista de CSV.

## Resultats
| Resultat | Any  | Prova           | Categoria | Competició                                           | Ciutat o seu        |
| -------- | ---- | --------------- | --------- | ---------------------------------------------------- | ------------------- |
| 3 [ 1 ]  | 2001 | +60 kg          | Juniors   | Campionat Europeu de Karate juniors i cadets de 2001 | Nicòsia (Xipre)     |
| 2 [ 2 ]  | 2001 | Individual open | Sèniors   | Campionat Europeu de Karate de 2001                  | Sofia (Bulgària)    |
| 2 [ 3 ]  | 2001 | +60 kg          | Sèniors   | Jocs Mundials de 2001                                | Akita (Japó)        |
| 1 [ 4 ]  | 2002 | +60 kg          | Juniors   | Campionat Europeu de Karate juniors i cadets de 2002 | Coblenza (Alemanya) |
| 3 [ 5 ]  | 2002 | +60 kg          | Sèniors   | Campionat Europeu de Karate de 2002                  | Tallinn (Estònia)   |
| 2 [ 6 ]  | 2002 | Individual open | Sèniors   | Campionat Mundial de Karate de 2002                  | Madrid (Espanya)    |
| 3 [ 7 ]  | 2003 | +60 kg          | Sèniors   | Campionat Europeu de Karate de 2003                  | Bremen (Alemanya)   |